# منطقة عدال
منطقة عدال (بالصومالية: Degmada Cadale)‏ هي منطقة في جنوب شرق منطقة شبيلي الوسطى في الصومال، عاصمتها في عدال.

## وصلات خارجية
- Administrative map of Adale District